# توکیو هاتاموتو
توکیو هاتاموتو (انگلیسی: Tokio Hatamoto؛ زادهٔ ۱۸ اوت ۱۹۹۲) بازیکن فوتبال اهل ژاپن است.
از باشگاه‌هایی که در آن بازی کرده‌است می‌توان به باشگاه فوتبال آویسپا فوکوئوکا اشاره کرد.